# 挑战者级潜艇
挑战者级潜艇（Challenger-class submarine）是新加坡共和国海军历史上第一级潜艇，购自瑞典，原为瑞典皇家海军海蛇级潜艇。

## 历史
1995年，新加坡海军从瑞典购买了1艘海蛇级潜艇，1997年又购入3艘，并成立新加坡共和国历史上第一支潜艇部队。新加坡也由此成为东南亚第二个拥有潜艇的国家。根据澳大利亚海军学会（Navy League of Australia）的观点，新加坡海军购入挑战者级是为了发展所需的潜艇操作专业知识，然后再选择更现代化的潜艇来取代它们。为出口新加坡，瑞典方面对潜艇进行了现代化改造，包括加装空调系统、电池组冷却系统，将旧的爱立信A1火控系统更换为IPS-12数据自动控制系统，并使用镍铜合金制作抗腐蚀管路系统等，以适应热带气候。
挑战者级潜艇入役后成为新加坡海军第171中队，驻扎于森巴旺。瑞典方面还负责帮助新加坡训练舰员，为期2-4年。
2024年11月25日，新加坡海軍於樟宜海軍基地，宣布2艘「征服者號」（RSS Conqueror）、「酋長號」（RSS Chieftain）潛艦正式除役。

## 舰名列表
| 中文舰名     | 英文舰名       | 下水时间      | 入役时间      | 状态               |
| ------------ | -------------- | ------------- | ------------- | ------------------ |
| 挑战者号潜艇 | RSS Challenger | 1997年9月26日 | 2000年        | 2015年3月11日退役  |
| 征服者号潜艇 | RSS Conqueror  | 1999年5月28日 | 2001年7月22日 | 2024年11月25日退役 |
| 百夫长号潜艇 | RSS Centurion  | 1999年5月28日 | 2004年6月26日 | 2015年3月11日退役  |
| 酋长号潜艇   | RSS Chieftain  | 2001年5月22日 | 2002年8月24日 | 2024年11月25日退役 |